# Гамзиков, Геннадий Павлович
Геннадий Павлович Гамзиков (р. 29 января 1938) — советский и российский учёный в области агрохимии, почвоведения и земледелия, академик РАСХН (1993), академик Российской академии наук (2013).

## Биография
Родился в с. Красноярово Иволгинского района Бурятской АССР.
Окончил Бурятский СХИ (1960) и два года работал агрономом, главным агрономом колхоза в Бичурском районе.
В 1962—1979 гг. в Сибирском НИИ сельского хозяйства: аспирант (1962—1965), младший, старший научный сотрудник, зав. лабораторией агрохимии. В 1979—1988 гг. зав. лабораторией питательного режима почв и трансформации удобрений Института почвоведения и агрохимии СО АН СССР. В 1988—1997 гг. генеральный директор НПО «Нива Алтая», директор Алтайского НИИ земледелия и селекции с.-х. культур.
С 1997 г. профессор кафедры агрохимии и почвоведения, заведующий лабораторией современных проблем экспериментальной агрохимии Новосибирского государственного аграрного университета.
Доктор биологических наук (1979), профессор (1982), академик РАСХН (1993), академик РАН (2013).
Один из разработчиков систем зонально-ландшафтного земледелия в АПК Алтайского края, систем применения удобрений в земледелии Сибири, новых технологий возделывания сои в Западной Сибири.

## Награды, премии, почётные звания
Заслуженный деятель науки Российской Федерации (1996). Лауреат премии имени Д. Н. Прянишникова, премии Совета Министров СССР (1986). Награжден орденом Почёта (2007), золотой медалью имени К. К. Гедройца (2005), серебряной медалью ВДНХ (1987).

## Основные работы
Автор более 300 научных трудов, в том числе 9 монографий и 36 методических рекомендаций.
Книги:
- Микроэлементы в растениеводстве Сибири и Дальнего Востока / соавт.: В. Е. Шевчук и др. — Иркутск: Вост.-Сиб. кн. изд-во, 1974. — 212 с.
- Азот в земледелии Западной Сибири. — М.: Наука, 1981. — 267 с.
- Баланс и превращение азота удобрений / соавт.: Г. И. Кострик, В. Н. Емельянова. — Новосибирск: Наука. Сиб. отд-ние, 1985. — 161 с.
- Методологические и методические аспекты почвоведения / соавт.: В. К. Бахнов и др. — Новосибирск: Наука. Сиб. отд-ние, 1988. — 168 с.
- Агрохимические свойства почв и эффективность удобрений / соавт.: В. Б. Ильин и др. — Новосибирск: Наука. Сиб. отд-ние, 1989. — 254 с.
- Нитраты и качество продуктов растениеводства / соавт.: А. П. Лешков и др. — Новосибирск: Наука. Сиб. отд-ние, 1991. — 167 с.
- Плодородие лугово-чернозёмных мерзлотных почв / соавт.: Ц. Д. Мангатаев, Н. Н. Пигарева. — Новосибирск: Наука. Сиб. отд-ние, 1991. — 132 с.
- Тактика полевых работ в Новосибирской области в 2006 году с учетом складавающихся условий: рекомендации / соавт.: А. С. Донченко и др.; Новосиб. гос. аграр. ун-т. — Новосибирск, 2006. — 126 с.
- Агрохимия азота в агроценозах=Agrochemistry of nitrogen in agrocenoses: моногр. / Новосиб. гос аграр. ун-т. — Новосибирск, 2013. — 786 с.
- Методология системного проведения научных исследований в растениеводстве, земледелии, защите растений: метод. положение / соавт.: П. Л. Гончаров и др. — Новосибирск, 2014. — 76 с.